# 任元林
任元林（1953年—），現任揚子江船業（控股）有限公司董事長，1986年畢業於江蘇廣播電視大學經濟管理系畢業。
出生於江蘇省鎮江市的任元林，由於未能繼承從事木工業，在受到貧窮下刻苦勞力工作，只能安排在轉為民營前的揚子江船業工作至今，包括焊接工人、車間主任、技術人員、副廠長、廠長等工作，而中途在中央廣播電視大學經濟管理系畢業，在1998年，正式以管理層方式，聯同王東收購揚子江船業股權。
至後在2007年，把私人企業成功在新加坡交易所上市，再在2010年，以發行臺灣存託憑證，在臺灣證券交易所上市。